# Komuna e Kalisit
Komuna e Kalisit är en kommun i Albanien.   Den ligger i prefekturen Qarku i Kukës, i den norra delen av landet, 70 km nordost om huvudstaden Tirana.
Trakten runt Komuna e Kalisit består till största delen av jordbruksmark.  Runt Komuna e Kalisit är det ganska tätbefolkat, med 75 invånare per kvadratkilometer.